# (8106) Carpino
(8106) Carpino (1994 YB) – planetoida z pasa głównego asteroid okrążająca Słońce w ciągu 3,75 lat w średniej odległości 2,41  au. Odkryta 23 grudnia 1994 roku.